# Bengt Aurell
Bengt Wilhelm Aurell, född 29 november 1884 i Stockholm, död där 28 mars 1950, var en svensk geofysiker och geodet. 
Aurell, som var son till ingenjör Frans Oscar Aurell och Wilhelmina Petersson, avlade sjökaptenexamen 1907 samt blev filosofie kandidat 1913, filosofie licentiat 1921 och filosofie doktor 1933. Han blev geodet vid Rikets allmänna kartverk 1910 och observator där 1921. Han skrev den akademiska avhandlingen Bestimmung der Längendifferenz zwischen den astronomisch-geodätischen Zentralen Schwedens und Dänemarks Lovö und Buddinge im Jahre 1929 (1933).